# Kościelisko
Kościelisko är en by i Lillpolens vojvodskap i Polen. Här avgjordes juniorvärldsmästerskapen i skidskytte 2003.

### Fotnoter
1. ↑  ”Yana Romanova” (på engelska). Biathlonrus. Arkiverad från originalet den 8 februari 2014. https://web.archive.org/web/20140208120825/http://biathlonrus.com/eng/team/main/yana-romanova/. Läst 9 februari 2014.